# Plážový tenis

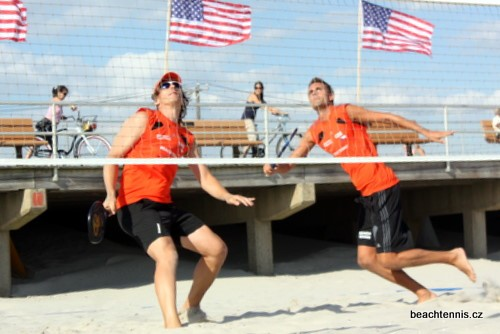
Čeští reprezentanti na Mistrovství USA

Plážový tenis (slang. plážák nebo beachtenis, anglicky: beach tennis) je moderní hybridní sport, který je nejčastěji popisován jako směsice tenisu, plážového volejbalu a badmintonu. Hraje se na klasickém beachvolejbalovém hřišti nebo také na improvizovaných hřištích (zejména na plážích či dokonce na pískem upravených tenisových kurtech). Podobně jako ostatní sporty si i plážový tenis prošel svým vývojem, paralelně existovalo dokonce několik herních variant. Dnes již lze říct, že pravidla jsou konečně globálně jednotná. Plážový tenis se dnes hraje prakticky po celém světa, nejvíce je rozšířen v USA, Brazílii, Francii a hlavně Itálii, odkud také původně pochází.

## Historie plážového tenisu

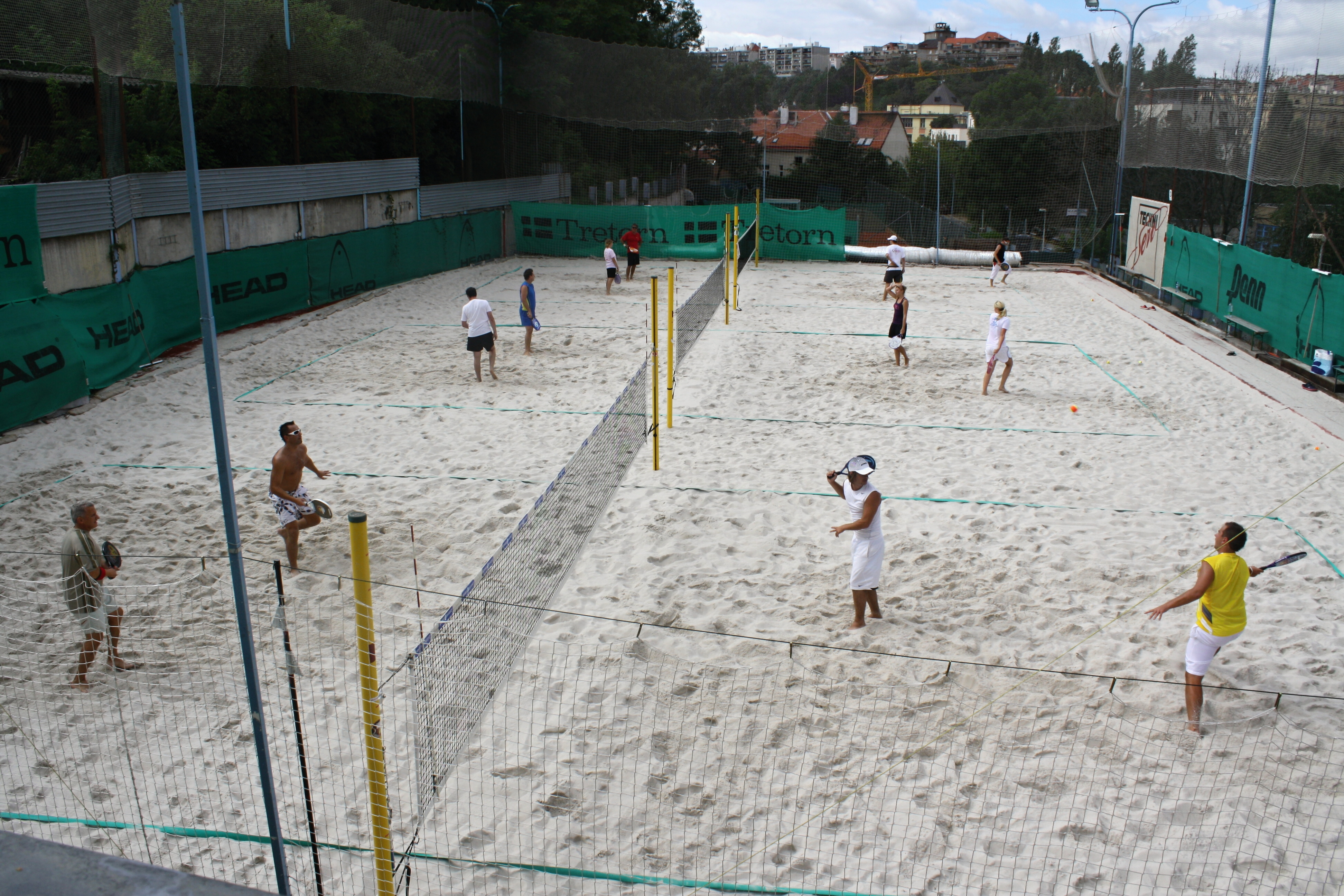
Turnaj v plážovém tenise v pražském klubu Beach Tenis Kapitol

Ačkoliv kořeny tohoto sportu sahají do konce 70. let, určitá institucionalizace plážového tenisu proběhla až na konci 90. let 20. stol.

### Itálie
Itálie se zasloužila o vznik a rozšíření varianty beach paddle tennis, kdy se hraje s typizovanou pálkou, která má tvar vzdáleně podobný tenisové raketě, ale její vnitřní část není tvořena výpletem ze strun, ale celistvou pevnou plochou. Její maximální délka je stanovena na 50 cm.
Tento plážový tenis se začíná hrát již roku 1978 na plážích v okolí italské Ravenny a jeho zakladatel Giandomenico Bellettini je dnes prezidentem Italské federace plážového tenisu (I.F.B.T.) Itálie je bezesporu centrem světového plážového tenisu. Hraje se s pálkami a podhuštěnými tenisovými míči. Hrají se pouze čtyřhry, dvouhry minimálně. Hřiště je stejné jako na plážový volejbal, síť je umístěna 1,70 m nad zemí. Hraje se na 2 vítězné sady do 6 vítězných her.

### Amerika
V Americe se beach tennis začal hrát až od roku 2000, a to na východokaribském ostrově Aruba. V USA se plážový tenis začal hrát v roce 2005 a několik let se zde hrálo podle arubského modelu. To znamená, že míče byly sice podhuštěné, ale namísto pálek se hrálo klasickými tenisovými raketami a místo běžného beachvolejbalového hřiště bylo hřiště o rozměrech 9x18 m, tedy každá strana byla o 1 m delší. Síť byla v tomto případě ve výšce 1,88 m nad zemí a hrálo se do 8 vítězných her, zápas musel končit rozdílem 2 her (například 9:7) a za stavu 8:8 se hrál klasický tie-break. Servírovalo se křížem, strany se střídaly stejně jako při tenisu, pouze za shody si může přijímající tým vybrat, na koho se bude podávat.
Nicméně i přesto, že se americká verze beachtenisu v USA poměrně ujala, byly i zde zanedlouho tendence přejít z raket na „pálky“, tedy na evropský model. Dnes již se v Americe hraje prakticky jenom evropská varianta plážového tenisu.

### ITF Beach Tennis
Mezinárodní tenisová federace založila svou vlastní beachtenisovou organizaci. ITF Beach Tennis (stejně jako I.F.B.T.) organizuje turnaje po celém světě a je dnes již nejrozšířenější beachtenisovou organizací (minimálně z hlediska množství pořádaných turnajů a počtu hráčů). Pravidla ITF Beach Tennis se od pravidel I.F.B.T. neliší. Výška sítě je stanovena na 1,70 m a hraje se podhuštěnými tenisovými míči. Obě beachtenisové federace jsou tedy velmi podobné, ale případnému sloučení brání podle neoficiálních informací vzájemné negativní vztahy mezi vedením obou dvou.

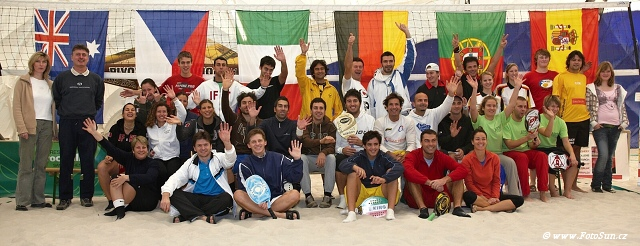
3. mezinárodní mistrovství ČR 2009, zatím největší beachtenisová akce pořádaná v ČR

### Česká republika
V České republice se plážový tenis hraje od roku 2007. Téhož roku byla založena Česká asociace plážového tenisu, která se stala platformou pro podporu a propagaci beachtenisu u nás. V roce 2009 se na Silvestra uskutečnilo 3. mezinárodní mistrovství České republiky (Prague BT Open, ITF), kterého se zúčastnilo 96 hráčů ze 13 zemí Evropy. V České republice se dnes plážový tenis hraje v několika pražských areálech, v Teplicích, Slavkově u Brna, na Trhovkách u Orlické přehrady atd.

## Pravidla plážového tenisu
Dnes se tedy globálně hraje podle pravidel IFT Beach Tennis nebo I.F.B.T., které se vzájemně prakticky neliší.
- Hřiště je totožné s beachvolejbalovým (16 x 8 m)
- Výška sítě je 1,70 m nad zemí.
- Hraje se s typizovanými beachtenisovými pálkami, jejichž rozměr je max. 50 cm.
- Systém hry vychází z klasického tenisu, pouze je zde několik modifikací:

1. Hraje se na 2 vítězné sety, místo 3. setu lze hrát tzv. super tie-break do 10 bodů. Vítězný set je ukončen buď tie-breakem nebo rozdílem 2 gamů (např.: 8:6)
2. V gamu se za stavu 40:40 (tzv. shoda) nehraje systém výhoda a vítězný game, ale vítězný bod za stavu 40:40 znamená zisk gamu.
3. Hráč nemusí podávat křížem jako v tenisu, ale může podávat z libovolného místa své poloviny do libovolného místa na soupeřově polovině kurtu. Pouze musí stát za ohraničením kurtu, za tzv. základní čárou.
4. Hráč má pouze 1 podání, nikoliv 2 jako v tenisu. Tzv. net, nec je platným bodem a podání se neopakuje.